# Sarcophaga kanoi
Sarcophaga kanoi är en tvåvingeart som beskrevs av Park 1962. Sarcophaga kanoi ingår i släktet Sarcophaga och familjen köttflugor.
Artens utbredningsområde är Sydkorea. Inga underarter finns listade i Catalogue of Life.